# Severni Kočarnik
Pour les articles homonymes, voir Severni et Južni Kočarnik.
Severni Kočarnik (en serbe cyrillique : Северни Кочарник) est une localité de Serbie située dans la municipalité de Tutin, district de Raška. Au recensement de 2011, elle comptait 1 088 habitants.
Severni Kočarnik est également connu sous le nom de Kočarnik.

## Démographie

### Évolution historique de la population
| 1948 | 1953 | 1961 | 1971 | 1981 | 1991 | 2002 | 2011  |
| ---- | ---- | ---- | ---- | ---- | ---- | ---- | ----- |
| 126  | 128  | 226  | 67   | 121  | 390  | 821  | 1 088 |

|  |